# Gaston de Raousset-Boulbon

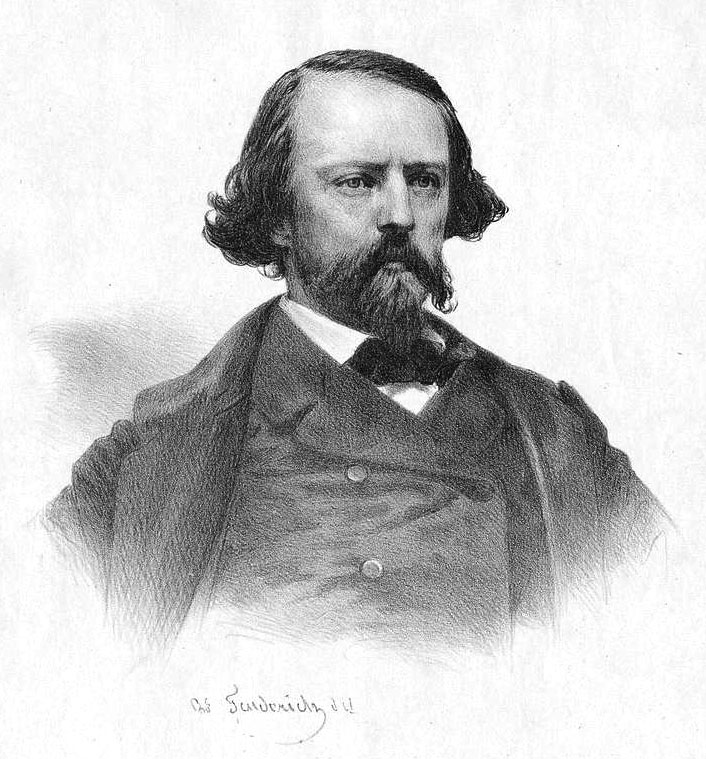
Gaston de Raousset-Boulbon.

Charles René Gaston Gustave de Raousset-Boulbon  (5 de maio de 1817, Avignon, França - 13 de agosto de 1854, Guaymas, Sonora, México) foi um aventureiro e filibusteiro francês e um teórico do colonialismo. É conhecido por tentar conquistar Sonora e formar uma república independente na região.

## Início da vida
Gaston de Raousset-Boulbon nasceu em Avignon, Vaucluse, Reino da França. Ele herdou o título de conde.

## Carreira
Em 1845, após a morte de seu pai, Raousset-Boulbon mudou-se para a Argélia e serviu sob o comando do general Thomas Robert Bugeaud na campanha na Cabília. Foi lá que nasceram suas primeiras teorias sobre o colonialismo; a Revolução Francesa de 1848 matou suas esperanças de fazer uma nova fortuna na África e ele retornou a Paris, onde não conseguiu se integrar a uma sociedade onde os aristocratas estavam desaparecendo e dando lugar a uma nova burguesia.

Sem conseguir sobreviver na França, embarcou em um navio que navegava para as Américas como passageiro de terceira classe, desembarcando em um porto colombiano. Suas impressões são típicas de um aristocrata do século 19: uma carta a um amigo descreve a Colômbia como:
... a verdadeira América, a América espanhola. Ruínas, mendicantes, degradação racial, a mistura desordenada de todos os parentes de sangue, tocando violão... crianças nuas, pequenos selvagens correndo por toda parte entre cachorros... Tudo isso em admirável estado de Natureza.
Raousset-Boulbon chegou a São Francisco e sentiu-se profundamente desiludido depois de não receber o tratamento que julgava merecido para um conde.
Depois de uma série de empreendimentos fracassados como garimpeiro, ele se envolveu em um conflito no estado mexicano de Sonora.
Um grupo de mercenários sob o comando do conde Raousset-Boulbon partiu do porto de São Francisco, Califórnia, tentando duas expedições filibuster separadas, em 1852 e 1854, contra o governo de Sonora, México. Durante este tempo, tornou-se amigo íntimo do pintor Leonardo Barbieri, com quem eventualmente acompanhou da Califórnia à Cidade do México.O principal objetivo dos invasores era alcançar a independência do Estado de Sonora, formando um novo país separado do México, a exemplo do Texas, que havia alcançado sua independência em 1836. A primeira expedição foi sob o disfarce de uma empresa de mineração conhecida como La Compania Restauradora de la Mina de la Arizona. Raousset-Boulbon e suas forças capturaram Hermosillo, Sonora, a capital do estado, em 1852. Uma retirada para Guaymas resultou em sua rendição ao general Miguel Blanco. Em 1854, Raousset-Boulbon retornou a Sonora, mas suas forças não obtiveram o apoio popular de que precisavam. Eles foram derrotados em Guaymas por um pequeno exército liderado por José María Yanez, na Batalha de Guaymas, em 13 de julho de 1854.

## Morte
Em 13 de agosto de 1854, o conde Raousset-Boulbon foi executado por um pelotão de fuzilamento em Guaymas, Sonora, México. Ele se recusou a usar uma venda nos olhos. Don José Márquez, testemunha ocular da execução, afirmou que os restos mortais de Raousset-Boulbon foram enterrados em Guaymas até 1866, quando, enquanto o México estava sob o governo de Maximiliano, eles foram exumados por oficiais da marinha francesa e levados para a França para o enterro final.